# Саут Парк
Саут Парк (енгл.  — „Јужни Парк”) је амерички анимирани ситком аутора Треја Паркера и Мета Стоуна који је Брајан Грејден развио за телевизијску мрежу Комеди сентрал. Намењена одраслој публици, серија је постала препознатљива по грубом језику и надреалном, сатиричном и црном хумору који исмева широк спектар тема. Радња се врти око доживљаја четири дечака: Стена Марша, Кајла Брофловског, Ерика Картмена и Кенија Макормика. Њихове бизарне авантуре смештене су у градићу Саут Парк у Колораду. У документарном филму Сто највећих цртаних филмова (The 100 Greatest Cartoons) из 2004. Саут Парк је пласиран на трећем месту, иза серија Симпсонови и Том и Џери.
Паркер и Стоун, који су се упознали на колеџу, засновали су серију на два кратка анимирана филма која су њих двојица снимили 1992. и 1995. Филм из 1995. је један од првих анимираних филмова који је постао популаран преко Интернета, што је послужило као добар почетак за дужи цртану серију. Прва епизода Саут Парка емитована је у августу 1997. и имала је велику гледаност. Квалитет каснијих епизода је варирао, али је серија постала комерцијално најуспешнији и најдуговечнији продукт куће Комеди сентрал. Цртежи су у почетку рађени ручно, али се данас праве уз помоћ рачунара. Епизоде се углавном пишу и продуцирају једну недељу пре приказивања. Већину епизода су писали и режирали Паркер и Стоун, а такође су позајмили највећи број гласова у серији. Након првих неколико сезона, као редитељ и сценариста се почео потписивати само Паркер. До краја 2019. снимљено је и приказано укупно 307 епизода.
На основу успеха серије снимљен је и дугометражни мјузикл South Park: Bigger, Longer & Uncut чија је премијера била у јуну 1999. Серија је добила многе награде, од којих су најзначајнија четири Емија за најбољу серију у ударном термину те награда Пибоди.
Серија је у Србији титлована на српски језик премијерно емитована на телевизији Б92 од 2002. до 2012, а од 2012. до 2019. су се по две епизоде закључно са сезоном 19 свакодневно емитовале на српској верзији канала Комеди сентрал екстра.

## Премиса

### Фабула и ликови
Серија прати доживљаје четири дечака: Стена Марша, Кајла Брофловског, Ерика Картмана и Кенија Макормика изузев у шестој сезони када је Кени привремено уклоњен и замењен прво Батерсом а онда и Твиком. Дечаци живе у измишљеном градићу Саут Парк, смештеном у подножју Стеновитих планина у централном делу Колорада. Градић је дом и многих ученика, породица, школског особља и других становника који сматрају Саут Парк пријатним и мирним местом за живот. Између осталих, локације на којим се дешава радња јесу: основна школа, аутобуско стајалиште, разни крајеви и стварни околни снежни пејзажи Колорада, продавнице и пословни простори и главна градска улица. Иначе, све су базиране по изгледу градића Ферплеј у Колораду.
Стен је приказан као свестрани члан екипе. На званичном сајту је описан као нормалан, просечни амерички дечак. Кајл је једини Јевреј у групи што му на његов рачун причињава многе сатиричне ситуације. Стенов лик је базиран по Паркеру док је Кајлов по Стоуну. Стен и Кајл су најбољи другови, и њихов однос, који има намеру да прикаже пријатељство између Паркера и Стоуна, честа је тема током серије. Картмен, бучан, неподношљив, расиста и гојазан, обично се приказује као антагониста чији антисемитистички став резултује сукобима са Кајлом. Кени, који потиче из сиромашне породице, носи своју капуљачу толику затегнуту да му прекрива већину лица и заглушује глас док прича. Током првих пет сезона, Кени је умирао готово у свакој епизоди да би се вратио у свакој следећој без икаквог објашњења. Уклоњен је у шестој сезони 2002. године, али и враћен у последњој епизоди поменуте сезоне. Од тада, практика убијања Кенија је вршена ретко од стране аутора. У четрнаестој сезони, откривено је да Кени не може умрети јер се одмах поново рађа. Током првих 58 епизода, дечаци су били у трећем разреду. Од наредне (2000) која припада четвртој сезони, они су четврти разред у ком су остали до данас.
Зависно од догађаја, фабула варира. Од типичне па до натприродне и теоретски немогуће. Дечацима се често предаје улога оних који решавају ситуације које узрокују панично или неподесно понашање код старијих. Старија популација је приказана као ирационална, насамарљива и склона галами. Дечаци су збуњени контрадикторним и хипокритичним понашањем њихових родитеља и одраслих и често их доживљају као неког ко има изопачене погледе на морал и друштво.

## Историја серије
Саут Парк је започео 1992. када су Треј Паркер и Мет Стоун, тада студенти филма на универзитету у Колораду креирали кратки анимирани филм назван The Spirit of Christmas. Грубо направљени филм је приказивао прототипске верзије ликова из каснијег Саут Парка укључујући лик налик Картмену који је назван „Кени“ и неименовани лик налик Кајлу.
Године 1995, члан извршног одбора тв-куће FOX, Брајан Граден, видео је филм и затражио од Паркера и Стоуна да направе нови филм који ће послати пријатељима као божићну честитку. Нови филм је приказивао борилачки двобој између Деда Мраза и Исуса, а брзо се проширио копирањем и Интернетом, и постао је хит. Популарност њиховог филма довела је Паркера и Стоуна у преговоре за креирање серије, прво с FOX-ом, а касније с Comedy Central где је серија на крају и емитована 13. октобра 1997.
Провокативни садржај брзо је изазвао протесте разних организације које су га сматрале увредљивим; производи с ликовима из Саут Парка ускоро су забрањени у школама и неким другим јавним местима. Но серија је ипак стекла поприлично велику популарност.
Године 1999, направљен је и дугометражни филм, South Park: Bigger, Longer & Uncut, који је добро примљен од публике и критике. У филму је поприличан број песама што је похваљено као допринос одумирућем мјузиклу, а једна песма, Blame Canada номинована је и за Оскара. Сматра се да је између свих осталих песма у филму та изабрана јер је најпристојнија. Оскара је ипак добио Фил Колинс за песму You'll be in my Heart из анимираног филма Тарзан. У једној каснијој епизоди бројне шале су направљене на његово рачун, услед резултата Оскара. Филм је такође у ушао у Гинисову књигу рекорда као анимирани филм с највећом количином непристојности (399).
У септембру 2005. Comedy Central је потписао уговор с Паркером и Стоуном за још три сезоне серије у следеће три године. Паркер и Стоун ће наставити писати, режирати и уређивати сваку епизоду серије која ће до краја уговора имати 223 епизоде у 15 сезона.

## Развој
Пилот-епизода, Cartman Gets an Anal Probe, је рађена традиционалним начином анимације помоћу папира у боји и стоп-моушн технике. Касније епизоде су рађене модерним рачунарским алатима за анимацију; прво је коришћен PowerAnimator, а затим Maya (који је у ствари настао развојем PowerAnimator-а). Иако се и њима подражава оригинални аматерски изглед, продукција је знатно бржа, што омогућава ауторима прављење епизода о актуалним догађајима. Епизода о хватању Садама Хусеина је емитована само три дана пошто је он стварно ухваћен, а епизода с референцом на резултате гласања у Флориди 2000. осам дана након њиховог објављивања.
Хумор је у почетним епизодама већином био усмерен на шокирање гледалаца док је временом нагласак прешао на сатиру и пародију. Начин приказивања тема се такође променио. Паркер и Стоун су коментарисали како су од средине четврте сезоне почели да праве епизоде које су усредсређене на једну тему и заплет уместо на више њих.

## Честе теме
Аутори Саут Парка имају либертаријанске политичке ставове. Либерални амерички политичари и друге јавне личности често су предмет исмејавања у серији, иако су томе изложени и неки конзервативци и њихове идеје. Комбинација политичких ставова Саут Парка је врло неуобичајена, нпр. исмејавање теорија о глобалном загревању (карактеристично за конзервативне америчке политичаре) и у исто време прилично позитивни ставови о хомосексуалности и критиковање хомофобије (карактеристика либерала). Због немогућности једноставног одређења политичке, измишљен је термин Саут Парк - републиканци којим се описују млађи нараштаји чији су политички ставови сродни онима из серије. Мет Стоун је члан Републиканске странке, а Треј Паркер Либертаријанске.
Религија је врло честа тема; аутори исмејавају бројне аспекте мормонизма, ислама, јудаизма, фундаменталистичког хришћанства, католицизма и сајентологије. Бог је у серији приказан као неугледна мешавина различитих животиња и тврди да је будиста; Исус је лик који живи у Саут Парку и води свој сопствени ток-шоу, а у једној епизоди умире како би спасио Деда Мраза; Сотона се такође неколико пута појавио, а приказан је као хомосексуалац који није тако лоша особа и само настоји обављати свој посао. Однос спрам религије је изазвао велико негодовање међу хришћанима, сајентолозима и муслиманима. Иако су верске нелогичности често исмеване, атеисти и антирелигиозни људи су такође приказани у лошем светлу, као претерано арогантни.
У неколико епизода се на мети нашао еколошки активизам. Критиковано је слабо стварно познавање проблематике међу људима који се сматрају еколошки свеснима, као и њихово понашање. Такође су честа тема контроверзе везане уз глобално отопљавање.
Осим тога, честе теме су злостављање деце, хомосексуалност и друштвена заосталост малих средина.

## Главни ликови
Главни ликови су петорица основно-школских дечака:
- Стенли Рендал Вилијам "Стен" Марш (енгл. Stanley Randall William „Stan“ Marsh) је, уз најбољег пријатеља Кајла, и вероватно најрационалнији члан. Стен је прилично поштен, зрео и добронамеран дечак који често износи моралну поруку на крају епизоде. Појединости из његовог живота често се подударају с онима Треј Паркера па га многи сматрају његовим алтер-егом.
- Кајл Матеј Брофловски (енгл. Kyle Matthew Broflovski) је Јевреј, вођа групе деце иако не посебно религиозан; приказан као интелигентан, скептичан, понекад напрасит, али генерално разуман и вероватно најнормалнији члан групе. У врло лошим односима је с Картманом који га често задиркује због порекла. Мет Стоун је изјавио да га Кајл подсећа на њега у данима детињства.
- Ерик Теодор Картмен (енгл. Eric Theodore Cartman) је најпроблематичнији члан групе, често у сукобу с Стеном и Кајлом. Приказан је као покварен, лицемеран, похлепан, егоистичан, манипулативан, непристојан, агресиван, а уз то је и антисемита, расиста и сексиста. Део његових мана можда произлази из чињенице да нема оца те да га је размазила мајка која је наркоманка и проститутка, а потајно и порно глумица. Картмен је ипак врло паметан, с невероватним способностима за пословање и вођство. Базиран је на лику Арчија Банкера, протагонисте некад популарне америчке серије All in the Family.
- Кенет Џејмс "Кени" Макормик (енгл. Kenneth James „Kenny“ McCormick) је сиромашни дечак, увек у наранџастом скафандеру који му скрива лице и чини говор неразумљивим. Његови пријатељи га ипак разумеју и често од њега траже појашњење речи, углавном непристојности, које не разумеју. У првих пет сезона Кени би погинуо у свакој епизоди и вратио се у следећој. У сезони шест се уопште није појављивао, а затим је враћен и више не умире.
- Леополд "Батерс" Сточ (енгл. Leopold „Butters“ Stotch) је најважнији лик ван групе четворице пријатеља, а у шестој сезони је привремено постао део друштва заменивши Кенија. Он је наиван, лако манипулисан, вечна жртва, често несрећан, али истовремено и невероватно оптимистичан. Родитељи га често кажњавају за ситнице, а пријатељи задиркују. Батерсове фрустрације изражава његов алтер-его Професор Хаос, поремећени негативац који покушава уништити свет. Узор за Батерсов лик је Eric Stough, директор анимације Саут Парка.

## Теме и стил серије
Свака епизода отвара се упозорењем: „Сви ликови и догађаји у овој емисији - чак и они засновани на стварним људима - су потпуно измишљени. Сви гласови познатих личности су имитирани...слабо. Програм који следи садржи увреде...и због његовог садржаја нико не треба да га гледа”.
Саут Парк је био први недељни програм коме је додељен ТВ-МА рејтинг, и генерално је намењен одраслој публици. Дечаци и већина других дечјих ликова у серији користе псовке, са само највећим табу речима које су звучно покривене од стране цензора током емисије само у првих пар сезона. Током каснијих сезона, псовке и пејоративи нису цензурисани. Употреба таквог језика служи као средство за Паркера и Стоуна да прикажу, како они тврде, младиће и њихов свакодневни речник када су сами.